# Josephine Bakhita
Josephine Margaret Bakhita (Olgossa, Darfur, ca. 1869 - Schio, Itàlia, 8 de febrer de 1947) va ser una religiosa canossiana sudanesa i italiana activa a Itàlia durant 45 anys, després d'haver estat esclava al Sudan. El 2000 va ser declarada santa per l'Església catòlica.

## Joventut
Va néixer cap al 1869 a Darfur (ara a l'oest del Sudan), al poble d'Olgossa, a l'oest de Nyala i a prop del Mont Agilerei, on el seu pare era germà del cap del poble. Estava envoltada d'una família de tres germans i tres germanes; com diu en la seva autobiografia: «Vaig viure una vida molt feliç i despreocupada, sense saber què era patir».
Entre els set i els nou anys, probablement al febrer de 1877, va ser capturada per comerciants d'esclaus àrabs, que ja havien segrestat la seva germana gran dos anys abans. Es va veure obligada a caminar descalça uns 960 quilometres (600 mi) fins a El Obeid i va ser venuda i comprada dues vegades abans d'arribar-hi. Durant dotze anys (1877-1889) la van vendre fins a tres vegades més.
Bakhita no era el nom que li van posar els seus pares al néixer. El trauma del seu segrest va fer que oblidés el seu propi nom i va adoptar el nom que feien servir els altres esclaus per anomenar-la, bakhita, que en àrab vol dir ‘afortunada’. Va ser forçada a convertir-se a l'islam.

## Esclava
A El Obeid, Bakhita va ser comprada per un ric àrab que la va utilitzar com a criada per a les seves dues filles. Els agradava i la tractaven bé. Però després d'ofendre un dels fills de propietari, possiblement en trencar un gerro, el fill es va enfadar i la va donar una puntada de peu tan severa que va passar més d'un mes incapaç d'aixecar-se del seu llit de palla. El seu quart propietari era un general turc, que li va encarregar que atengués la seva sogra i la seva dona, que eren cruels amb els seus esclaus. Bakhita va escriure: «Durant tots els anys que vaig estar a la casa, no recordo un dia sense cap nova ferida. Quan una ferida del fuet es començava a curar, altres cops em queien a sobre.»
Va dir que el més terrorífic de tots els seus records es va produir quan ella, juntament amb altres esclaus, va ser marcada per un procés entre l'escarificació i el tatuatge, que era una pràctica tradicional a tot el Sudan. Mentre la seva mestressa la mirava amb un fuet a la mà, una dona va portar un plat de farina blanca, un plat de sal i una navalla. Va utilitzar la farina per dibuixar patrons a la pell i després va tallar profundament les línies abans d'omplir de sal les ferides per assegurar-se una cicatriu permanent. Es van tallar un total de 114 patrons intricats als seus pits, al ventre i al braç dret.
A finals de 1882, El Obeid va rebre l'amenaça d'un atac de revolucionaris mahdistes. El general turc va començar a preparar-se per tornar a la seva terra natal i va vendre els seus esclaus. El 1883 Bakhita va ser comprada a Jartum pel vicecònsol italià Callisto Legnani, que la tractava amablement i no li pegava. Dos anys després, quan el mateix Legnani va haver de tornar a Itàlia, Bakhita li va suplicar que volia anar amb ell. A finals de 1884 van escapar de Khartum, que estava assetjada, amb un amic, Augusto Michieli. Van recórrer uns 650 kilòmetres amb camell de tornada a Suakin, que era el port més gran del Sudan. El març de 1885 van marxar de Suakin cap a Itàlia i van arribar al port de Gènova l'abril. Allà va conèixer Maria Turina Michieli, esposa d'Augusto Michieli. Callisto Legnani va cedir la propietat de Bakhita a Turina Michieli. Els nous propietaris de Bakhita la van portar a la vil·la familiar de Zianigo, a prop de Mirano, Vèneto, a uns 25 kilòmetres a l'oest de Venècia. Va viure allà durant tres anys i es va convertir en mainadera de la filla de Michieli, Alice, coneguda com a Mimmina, nascuda el febrer de 1886. Els Michielis van tenir Bakhita amb ells al Sudan durant nou mesos abans de tornar a Itàlia.

## Llibertat
Suakin va ser una ciutat del Mar Roig assetjada que va quedar en mans del Sudan Angloegipci. Augusto Michieli va adquirir allà un gran hotel i va decidir vendre la seva propietat a Itàlia i traslladar la seva família al Sudan definitivament. Per vendre casa seva i terres va trigar més del previst. A finals de 1888, Turina Michieli volia veure el seu marit al Sudan tot i que la guerra no havia acabat. Com que la vil·la a Zianigo ja estava venuda, Bakhita i Mimmina necessitaven un lloc temporal per allotjar-se mentre Turina anava al Sudan sola. Per consell de la seva agent comercial Illuminato Cecchini, el 29 de novembre de 1888, Turina Michieli els va deixar a l'atenció de les germanes canossianes de Venècia. Allà, cuidada i instruïda per les germanes, Bakhita es va trobar amb el cristianisme per primera vegada. Va recordar agraït amb els seus professors: «Aquestes santes mares em van instruir amb paciència heroica i em van presentar a aquell Déu que des de la infància jo havia sentit al cor sense saber qui era.»
Quan Michieli va tornar a portar la seva filla i la seva donzella a Suakin, Bakhita es va negar fermament a marxar. Durant tres dies la Michieli va intentar forçar el tema, apel·lant finalment al fiscal general del rei; mentre que el superior de l'Institut per als candidats al baptisme (catecumenat) que Bakhita havia assistit va contactar amb el cardenal de Venècia sobre el problema del seu protegit. El 29 de novembre de 1889, un tribunal italià va dictaminar que com que els britànics havien induït el Sudan a prohibir l'esclavitud abans del naixement de Bakhita i tenint en compte que la legislació italiana no reconeixia l'esclavitud, Bakhita mai no havia estat legalment esclava. Bakhita es va trobar per primera vegada en la seva vida lliure, podent controlant el seu propi destí. Va optar per romandre amb les canossianes. El 9 de gener de 1890 Bakhita va ser batejada amb els noms de Josephine Margaret i Fortunata (que és la traducció llatina de l'àrab Bakhita). El mateix dia també va ser confirmada i va rebre la comunió de l'arquebisbe Giuseppe Sarto, el cardenal patriarca de Venècia, el futur papa Pius X.

## Monja

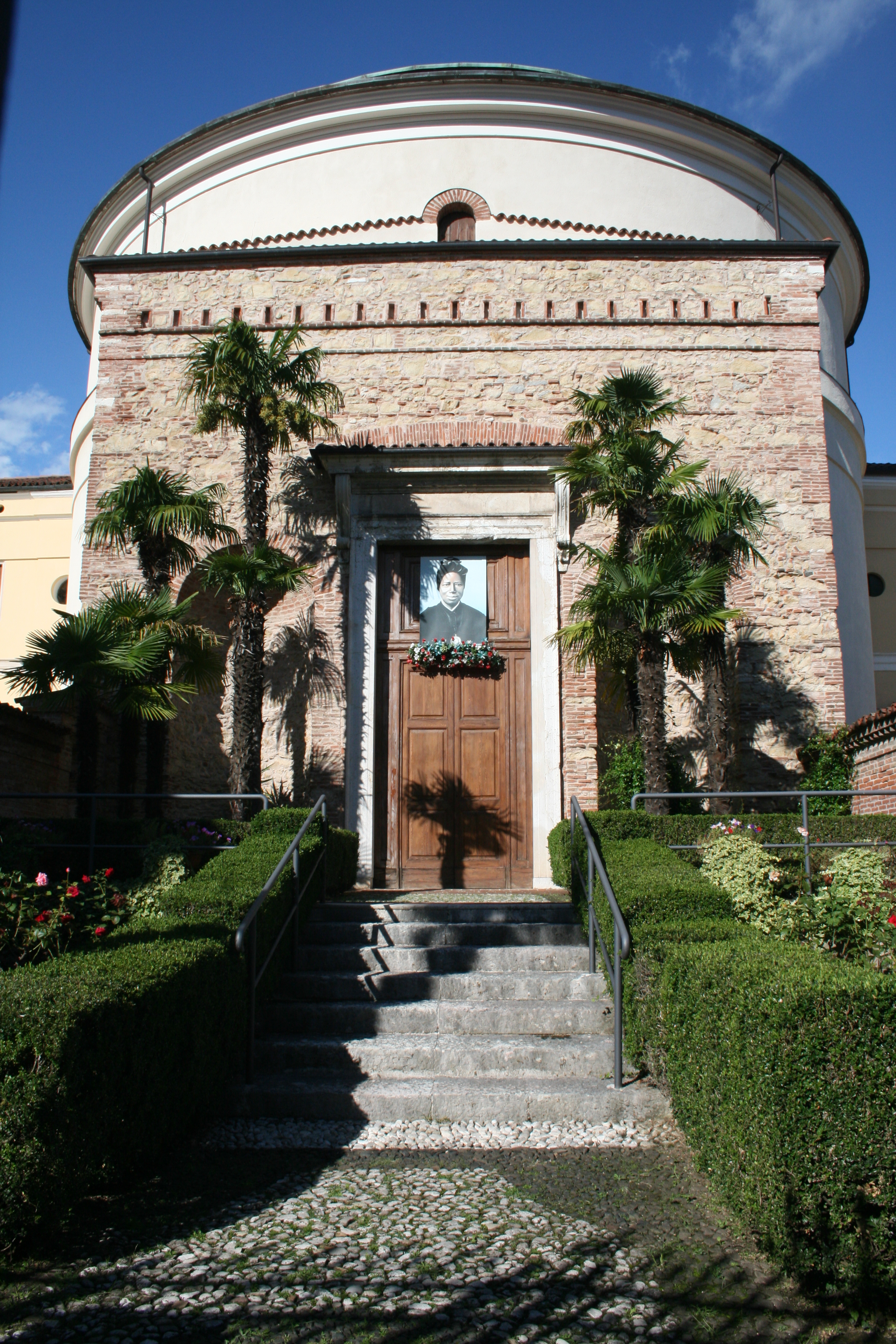
Església de la Sagrada Família a Schio

El 7 de desembre de 1893, Josephine Bakhita va ingressar al noviciat de les germanes canossianes i el 8 de desembre de 1896 va prendre els seus vots, acollida pel cardenal Sarto. El 1902 va ser assignada al convent canossès de Schio, a la província italiana del nord de Vicenza, on va passar la resta de la seva vida. El seu únic temps perllongat a fora del convent va ser entre el 1935 i el 1939, quan es va allotjar al Noviciat Missionari de Vimercate (Milà); per visitar altres comunitats canoses a Itàlia, on va explicar les seves experiències i va ajudar a preparar les germanes joves per al treball a l'Àfrica. Un fort impuls missioner la va animar durant tota la seva vida: "la seva ment va estar sempre en Déu, i el seu cor a Àfrica".
Durant els seus 42 anys a Schio, Bakhita va treballar com a cuinera, sagristana i portera i va estar en contacte freqüent amb la comunitat local. La seva gentilesa, la veu calmant i el seu somriure sempre present la van fer coneguda entre els vicenzans que es referien a ella com a Sor Moretta (‘germaneta marró’) o Madre Moretta (‘mare negra’). La seva orde va identificar el seu carisma i la seva reputació especials per la santedat i va promoure la primera publicació de la seva història (Storia Meravigliosa d'Ida Zanolini) el 1931, un llibre que la feu molt coneguda a Itàlia. Durant la Segona Guerra Mundial (1939-1945) va compartir les pors i les esperances de la gent de la ciutat, que la considerava una santa i se sentia protegida per la seva mera presència. Les bombes no van escatimar a Schio, però la guerra va passar sense una sola víctima.
Els seus últims anys van estar marcats pel dolor i la malaltia. Anava amb una cadira de rodes, però va mantenir la seva alegria i, si se li preguntava per què responia: «Tal com desitja el mestre». Es conserva el que va dir abans de morir. Recordant la seva esclavitud va cridar: «Les cadenes són molt atapeïdes, afluixeu-les una mica, si us plau!» Al cap d'una estona algú li va preguntar: «Com estàs? Avui és dissabte, esperem que això us animi perquè el dissabte és el dia de la setmana dedicat a Maria, mare de Jesús». Bakhita va respondre: «Sí, estic tan contenta: Nostra Senyora... Nostra Senyora!» Aquestes van ser les seves darreres paraules audibles.
Bakhita va morir a un quart menys cinc minuts de nou del vespre del 8 de febrer de 1947. Durant tres dies, el seu cos va estar exposat per a la vetlla, on van passar milers de persones. Les seves restes van ser traslladades a l'Església de la Sagrada Família del convent canossès de Schio el 1969.

## Llegat
Un jove estudiant va preguntar-li a Bakhita: «Què faríeu si haguéssiu de conèixer els vostres captors?» Sens dubte, va respondre: «Si hagués de trobar-me amb els qui em segrestaren, i fins i tot amb els que em torturaren, m'agenollaria i els besaria les mans. Perquè, si això no hagués passat, jo no seria cristiana ni religiosa.»
Les peticions per a la seva canonització es van iniciar immediatament i el procés va començar oficialment pel papa Joan XXIII el 1959, només dotze anys després de la seva mort. L'1 de desembre de 1978, el papa Joan Pau II va declarar Josephine venerable, el primer pas cap a la canonització. El 17 de maig de 1992, va ser declarada beata i va rebre el 8 de febrer com a dia de per celebrar-ne la festa. L'1 d'octubre de 2000, va ser canonitzada com a santa Josephine Bakhita. És venerada com una santa moderna africana i com a protagonista de la història brutal de l'esclavitud. Ha estat adoptada com a patrona del Sudan i supervivent del tràfic de persones.
El llegat de Bakhita és que la transformació és possible mitjançant el patiment. Per alguns la seva història d'alliberament de l'esclavitud física també simbolitza tots aquells que troben sentit i inspiració en la seva vida per la seva pròpia aliberació de l'esclavitud espiritual. El maig de 1992, la notificació de la seva beatificació va ser prohibida per Jartum i el papa Joan Pau II va anar-hi personalment només nou mesos després. El 10 de febrer de 1993, va honrar solemnement Bakhita a la seva pròpia terra. «Alegreu-vos, tota Àfrica! Bakhita ha tornat. La filla del Sudan va ser venuda com esclava com una peça viva de mercaderies però va romandre lliure. Lliure amb la llibertat dels sants.»
El papa Benet XVI, el 30 de novembre de 2007, al començament de la seva segona carta encíclica Spe Salvi, va explicar la seva història de vida com un exemple destacat de l'esperança cristiana.